# Percevejo-do-arroz
O Percevejo-do-arroz (Solubea poecila) é uma espécie de percevejo  da família dos pentatomídeos, de ampla distribuição no Brasil, que mede cerca de 7 mm de comprimento por 4 mm de largura. Este inseto apresenta uma coloração marrom, com manchas amarelas no pronoto e escutelo. Possui esse nome pois em certas regiões constitui a mais importante praga do arroz. É conhecido, dentre outros nomes, de chupador, chupador-do-arroz, chupão, chupão-do-arroz, frade, percevejo-sugador, pulga-d'anta, pulgão, tamandujá e tamanjuá. Também pode ser conhecido por sua sinonímia científica: Oebalus poecilus.
Esta espécie de percevejo é responsável por causar prejuízos em diversas culturas como aveia, trigo, algodão, soja, milho e principalmente em arroz. Em períodos que não há disponibilidade de plantas hospedeiras, os adultos procuram abrigo em cascas de árvores, debaixo de palha, madeiras, na base das plantas e em aberturas no solo. Com a chegada da primavera, abandonam seus abrigos e iniciam alimentação em sementes em desenvolvimento, de diversas plantas próximas a lavoura. Neste período, ocorre o acasalamento e postura. No início da florada do arrozal, os percevejos migram para eles, sendo encontrados principalmente nas panículas. As fêmeas não hibernantes vivem por aproximadamente 15 dias, realizando 13 posturas e colocando 15 ovos em cada uma delas. Ocorre com frequência entre fêmeas de segunda geração a postura em enxame, quando diversas fêmeas colocam um grande número de ovos em camadas sobrepostas e em poucas plantas de arroz. A fase de ovo dura de 5 a 6 dias em temperaturas de 25 ºC. Após a eclosão, as ninfas permanecem agrupadas junto aos ovos de onde saíram. Durante o desenvolvimento, elas passam por cinco instares, durando essa fase 28 dias em média. Nas horas mais quentes do dia, os adultos e ninfas abrigam-se entre as folhas e hastes, permanecendo parados. Os adultos apresentam voo curto, de 20 a 50 m.

## Ligações Externas
- Agrolink.